# Pseudothonalmus major
Pseudothonalmus major är en skalbaggsart som först beskrevs av Charles Joseph Gahan 1895.  Pseudothonalmus major ingår i släktet Pseudothonalmus och familjen långhorningar. Inga underarter finns listade i Catalogue of Life.